# Шальчя
Шальчя (лит. Šalčia, бел. Солча) — река на юго-востоке Литвы, левый и самый крупный приток реки Мяркис. Берёт начало к северу от города Шальчининкай, течёт сперва на юг, вплоть до границы с Белоруссией, где поворачивает на юго-запад. На небольшом участке проходит через территорию Белоруссии, протекая к северу от населённого пункта Бенякони, а затем на коротком участке формирует границу между двумя государствами. Далее река течёт в западном направлении, полностью по территории Литвы вплоть до своего устья.
Средний расход воды — 5,72 м³/с. Высота устья — 115,1 м над уровнем моря. Высота истока — 171,1 м над уровнем моря.
Впадает в Меркис в 87,8 км от его устья, в районе населённого пункта Валькининкай. Длина реки составляет 75,8 км; площадь водосборного бассейна — 748,9 км². Наиболее значительные притоки: Висинчя, Бярже (правые) и Сольчица (левый).